# Teano (Itàlia)
Teano és un municipi italià de la província de Caserta, a la regió de la Campània. És el successor de la ciutat romana Teanum Sidicinum (en grec antic Τέανον Σιδικῖνον).

## Localització
Teano és el segon municipi de la província pel que fa a la superfície i el primer pel nombre d'habitants. Dista 32 km de la capital, Nàpols.
És a un
vessant d'un massís volcànic anomenat Roccamonfina, un territori delimitat per les valls del riu Savone i Messera. L'entorn natural està comprès dins el Parc regionale de Roccamonfina-Foce Garigliano, entitat que es va instituir per a la seva protecció el 1999.
Fins al 2008 Teano formava part de l'agrupació de municipis de muntanya Monte Santa Croce.

## Història
El territori ja havia estat habitat a la prehistòria, però la ciutat va ser fundada al segle iv aC. Era la capital dels sidiquins, que eren una tribu dels oscs. A aquesta època són atribuïdes les restes encara existents de la muralla preromana. La ciutat era en una posició estratègica sobre la via Llatina (el tram anomenat Via Casilina), entre les oblacions de Suessa i Cales.
El 340 aC els sidiquins de Teanum foren amenaçats pels samnites i després van ser atacats pels romans, que en aquell temps eren aliats dels samnites. La ciutat es va aliar amb els llatins i campanis per fer front a l'atac però finalment van ser vençuts pels samnites. Després els romans van trencar l'aliança amb els samnites i van conquerir el territori dels sidiquins. Aquest conflicte es coneix amb el nom de Primera Guerra Samnita.
Amb la conquesta romana, Teanum va passar a ser un municipium del territori romà, anomenat Teanum Sidicinum, amb moneda pròpia. En època d'August era una colònia romana.
En aquest període, de gran desenvolupament urbanístic, la ciutat creix cap a la plana i s'hi fan edificis públics: un circ, un amfiteatre, un fòrum, un teatre amb cabuda estimada d'unes deu mil persones, temples i termes.
A la primera meitat del segle iv va esdevenir seu episcopal, però va deixar de ser-ho durant el període entre el 555 i el 860. Fou conquerida el 594 pels longobards dirigits pel duc Arechis I que hi van establir un comtat per vigilar la frontera. Fou governada en aquesta època per un gastald, que depenia de Càpua (Landenolfo, el seu nebot Ajenardo, Adelgisi i Maginolfo es van succeir en aquest càrrec al llarg del segle ix). Després d'haver format part del comtat de Càpua, Teano i Caserta (Pandenolfo), van formar un comtat independent des del 981, durant l'administració de Landolgo i Gisulfo, fills de Pandenolfo.
Al segle ix s'hi van establir tres monestirs benedictins. S'hi van refugiar temporalment els monjos de l'abadia de Montecassino, després de la destrucció dedel monestis allà, el 22 d'octubre 883 i de l'assassinat de l'abat Bertario per mà dels sarraïns. Els monjos van portar part del tresor de l'abadia i el llibre original de la regla escrit pel fundador i durant uns trenta anys es va custodiar a Teano, fins que un incendi va destruir el monestir i el llibre.
A la cort comtal de Teano es van redactar dos dels quatre Placiti cassinesi: el "Placito de Teano de l'any 963" i el "Memoratorio", conservats a l'arxiu històric de l'abadia de Montecassino quan aquests monjos hi van poder tornar.
Frederic II, quan va ser coronat emperador, va fer ciutat estatals: Sessa Aurunca, Teano i Mondragone. Posteriorment, mentre Frederic era enfeinat a Siria amb la croada, l'exèrcit papal va aprofitar per apoderar-se per la força de Teano, Calvi i totes les «terres dels fills de Pandolfo», és a dir del territori de l'antic comtat longobard de Teano. L'emperador va retornar a la península Itàlica el 1229 i va reconquerir les ciutats l'octubre del mateix any, i les tropes del pontífex establertes a Teano van passar al seu bàndol.
Posteriorment Teano fou un feu administrat per grans famílies: Marzano, Carafa, Borgia, Caetani.
El 26 d'octubre del 1860 Giuseppe Garibaldi i Víctor Manuel II d'Itàlia es van trobar a Teano. El lloc exacte de Teano on es van trobar és motiu de discussió entre els historiadors. En aquesta històrica entrevista el general acordava adherir-se a la política de la Casa de Savoia.

## Economia
Rica en deus i boscos que cobreixen una àmplia zona d'origen volcànic, Teano va explotar aquests recursos naturals des de l'antiguitat amb nombrosos edificis termals (ja famosa des de temps preromans la font tèrmica de «Caldarelle», a un quilòmetre del centre urbà) i amb un gran nombre de fàbriques impulsades per la força de l'aigua (molins, almàsseres, petites adobadores) disseminats al llarg del curs del riu Savone, amb cascades (natural i artificial) que alimentaven els molts molins de les famoses ferreries. El riu era antigament conegut com el «Savone de les Ferreries».
L'agricultura s'ha especialitzat en la producció d'un excel·lent vi i oli i dona feina a una part considerable de la població. S'ha diversificat amb la fruita, pomes, préssecs i albercocs, i la producció d'avellanes i castanyes, tot afavorit pel clima temperat i el sòl volcànic fèrtil. El sector industrial és també present, però viu la crisi que afecta a la disminució de mà d'obra, com en altres zones del sud i de tot Itàlia, fet que ha portat, en els últims temps, a un fort fenomen de la immigració cap a les zones productives del nord.

## Demografia
Segons els estudis censals fets a partir del 1861, la població de Teano no ha tingut grans augments ni pèrdues d'habitants. Només s'observa un lleuger creixement fins al 1901
, després una lleugera disminució que va durar fins al 1901,
 quan va tornar a créixer fins a arribar al 1961, any en què el nombre d'habitants va tornar a disminuir.

## Organització
La població de Teano està repartida en diverses pedanies i districtes:
| Divisió             | Nombre habitants | Altitud msnm | Característiques |
| ------------------- | ---------------- | ------------ | --- |
| Carbonara           | 302              | 262          | Antigament vivien i treballaven carboners. De l'antic bosc de castanyers i alzines resta una Quercus crenata que té un tronc de 6m de diàmetre.                                                                                               |
| Casafredda          | 426              | 375          | Antigament anomenat Preta, hi ha restes de l'antiga muralla. |
| Casale              | 362              | 285          | Zona de castanyer, vinyes i oliveres; el nom deriva d'un antic casal-refugi construït en època dels enfrontaments entre auruncs i sediquins                                                                                                   |
| Casi                | 473              | 252          | Situat sobre una antiga caldera volcànica a l'oest de la ciutat; hi ha una cantera d'on s'extreu piperno. |
| Fontanelle          | 397              | 330          | Es va trobar una estela amb inscripcions del segle ii aC i restes de la calçada romana. |
| Furnolo             | 318              | 338          | Una llegenda diu que el nom ve de l'època en què es lluitava per acabar amb el bandolerisme i estaria format pels termes llatins: fur-furis(«lladre») i nolo («no volem»). Les cases estaan construïdes sobre el Mont Lucno, un antic cràter. |
| Pugliano            | 547              | 167          | Es diu que el nom podria venir del llatí polluo(«embrutar») perquè hi ha força oliveres i l'oli té la propietat de tacar. |
| San Giuliano        | 121              | 270          | Poblat des del s.X pels qui fugien dels invasor sarraïns. |
| San Marco           | 624              | 175          | Habitat de d'època romana; té una cova que era refugi de bandolers; l'església que li dona nom és del 1614. |
| Versano             | 311              | 255          | És on es concentra la zona escolar de Teano. |
| Borgonuovo          | 259              | 185          | |
| Cappelle            | 92               | 278          | |
| Casamostra          | 292              | 250          | |
| Cipriani            | 121              | 168          | |
| Gloriani            | 40               | 299          | |
| Magnano             | 55               | 350          | |
| Maiorisi            | 75               | 71           | |
| San Giulianeta      | 113              | 100          | |
| Santa Maria Versano | 225              | 224          | |
| Taverna Zarone      | 82               | 158          | |
| Teano Scalo         | 468              | 76           | |
| Tranzi              | 73               | 90           | |
| Tuoro               | 120              | 333          | |

## Llocs d'interès cultural

### Arquitectura civil

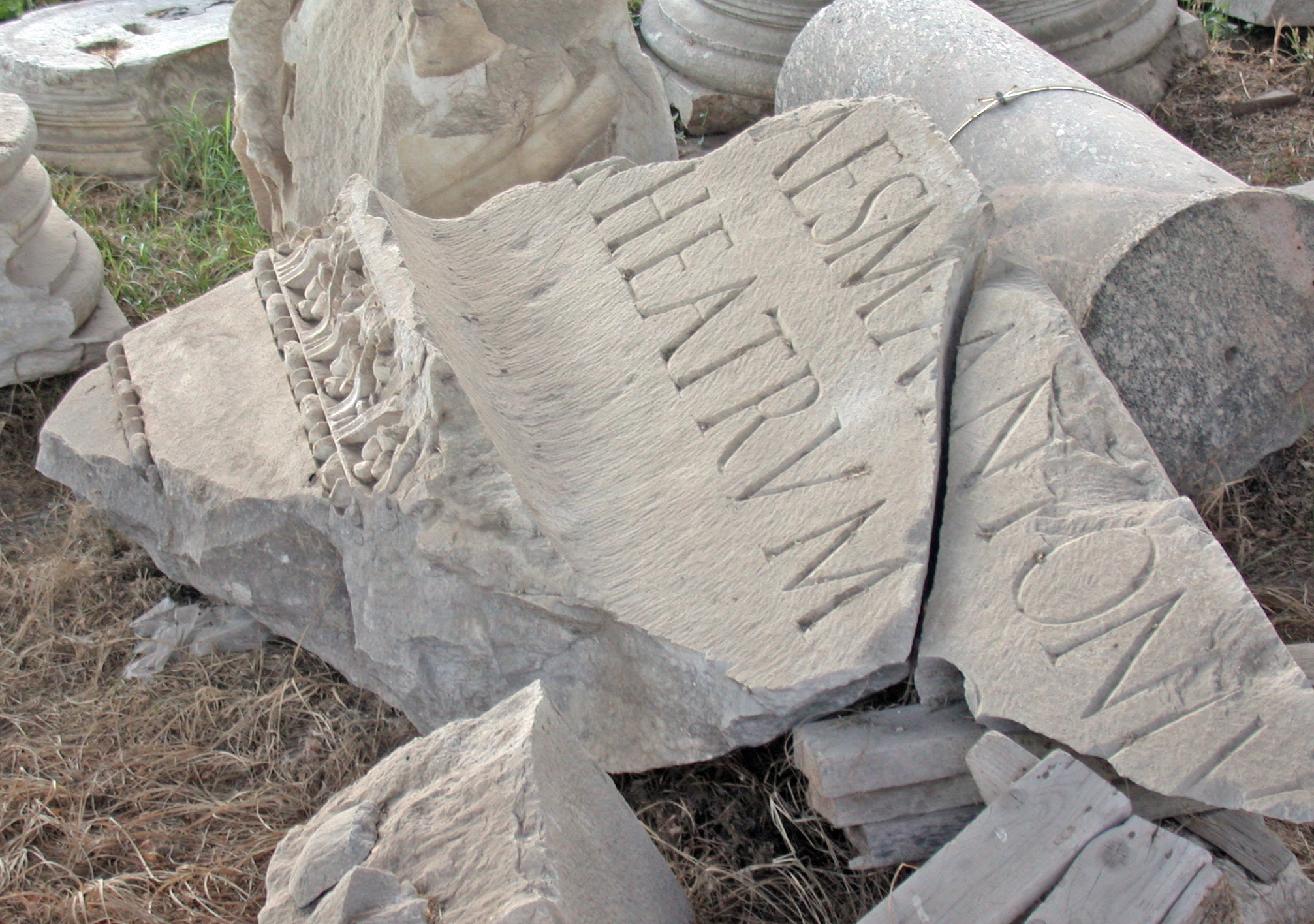
Restes del teatre romà de Teano, inscripcions de l'escenari.

- Restes dels sidiquins: Hi ha restes de cinc necròpolis en les quals es van trobar joies i altre objectes, actualment exposats al Museu Arqueològic de Teanum Sinicium. A la vora del riu, en un indret anomenat Loreto hi ha les restes d'un temple del segle vi aC.
- Restes romanes: L'edifici públic millor conservat és el teatre del segle i aC, que fou ampliat al segle ii, tot i que la part de l'escenari es va destruir durant un terratrèmol. També es conserven restes de la via romana.
- Fortalesa: A final del segle vi, al punt més alt del poble, es va construir un campament fortificat Lombard, que sota Arechis II es va transformar en una fortalesa per la construcció d'una sola torre envoltada de dependències (final del segle viii). Es va fer servir carreus procedents dels edificis més antics, els més grossos estan a les files inferiors i la torre finalitza amb blocs de tuf. El castell va ser ampliat al segle ix per ordre de Landenolfo i es va restaurar després de la conquesta pels normands el 1063. Va ser ampliat per la família Marzano al segle xiv, que hi van afegir la sala anomenada Loggione cavallerizzo, formada per dues naus cobertes per voltes de creueria que servia com a espai per a tribunal de justícia i armeria. Els pisos superiors, encara visibles al segle xvii es van esfondrar després d'un terratrèmol, deixant avui una gran terrassa. La gran sala de la galeria és ara la llar del Museu Arqueològic Teanum Sidicinum, obert al públic des del març de 2001, mentre que a la terrassa del terrat cada any té lloc l'esdeveniment Teano música Jazz.
- Palazzo Caracciolo de Gemmis. Palau fet edificar pels princeps de Pettoranello Caracciolo. Va estar hostatjat els dies 26, 27, 28 i part del 29 d'octubre del 1860, el rei Víctor Manuel II. Pertany avui per successió hereditària als barons de Gemmis.

### Arquitectura religiosa
- Catedral: Dedicada inicialment a Sant Paride ad Fontem al segle iv, renovada i ampliada el 1050, està dedicada ara a sant Climent. El 1943 fou destruïda per un bombardeig i es va reconstruir conservant l'estil romànic.[13]
- Església de sant Benet (s.IX)
- Església de santa Maria de Intus(860)
- Monestir de Santa Maria de Foris(987)
- Monestir de Santa Reparata (s.IX)
- Monestir de Sant Antoni (1427)
- Monestir de Santa Caterina (1554)
- Església de Santa Maria La Nova (estil romànic)
- Església de Sant Francesc (estil neogòtic)
- Església de l'Anunciació (el seu campanar és símbol de la ciutat)
- Església de Sant Antoni Abat
- Església de Ave Gratia Plena(s.XV)
- Església de Sant Pere in Aquariis(antic temple paleocristià reconstruït al s.XIV)
- Església de Sant Julià